# Microporella lepralioides
Microporella lepralioides är en mossdjursart som beskrevs av Ferdinand Canu och Ray Smith Bassler 1925. Microporella lepralioides ingår i släktet Microporella och familjen Microporellidae. Inga underarter finns listade i Catalogue of Life.